# Saint-Ouen-en-Brie
Saint-Ouen-en-Brie is een gemeente in het Franse departement Seine-et-Marne (regio Île-de-France) en telt 704 inwoners (1999). De plaats maakt deel uit van het arrondissement Melun.

## Geografie
De oppervlakte van Saint-Ouen-en-Brie bedraagt 5,7 km², de bevolkingsdichtheid is 123,5 inwoners per km².
De onderstaande kaart toont de ligging van Saint-Ouen-en-Brie met de belangrijkste infrastructuur en aangrenzende gemeenten.

## Demografie
Onderstaande figuur toont het verloop van het inwonertal (bron: INSEE-tellingen).